# Architettura organica

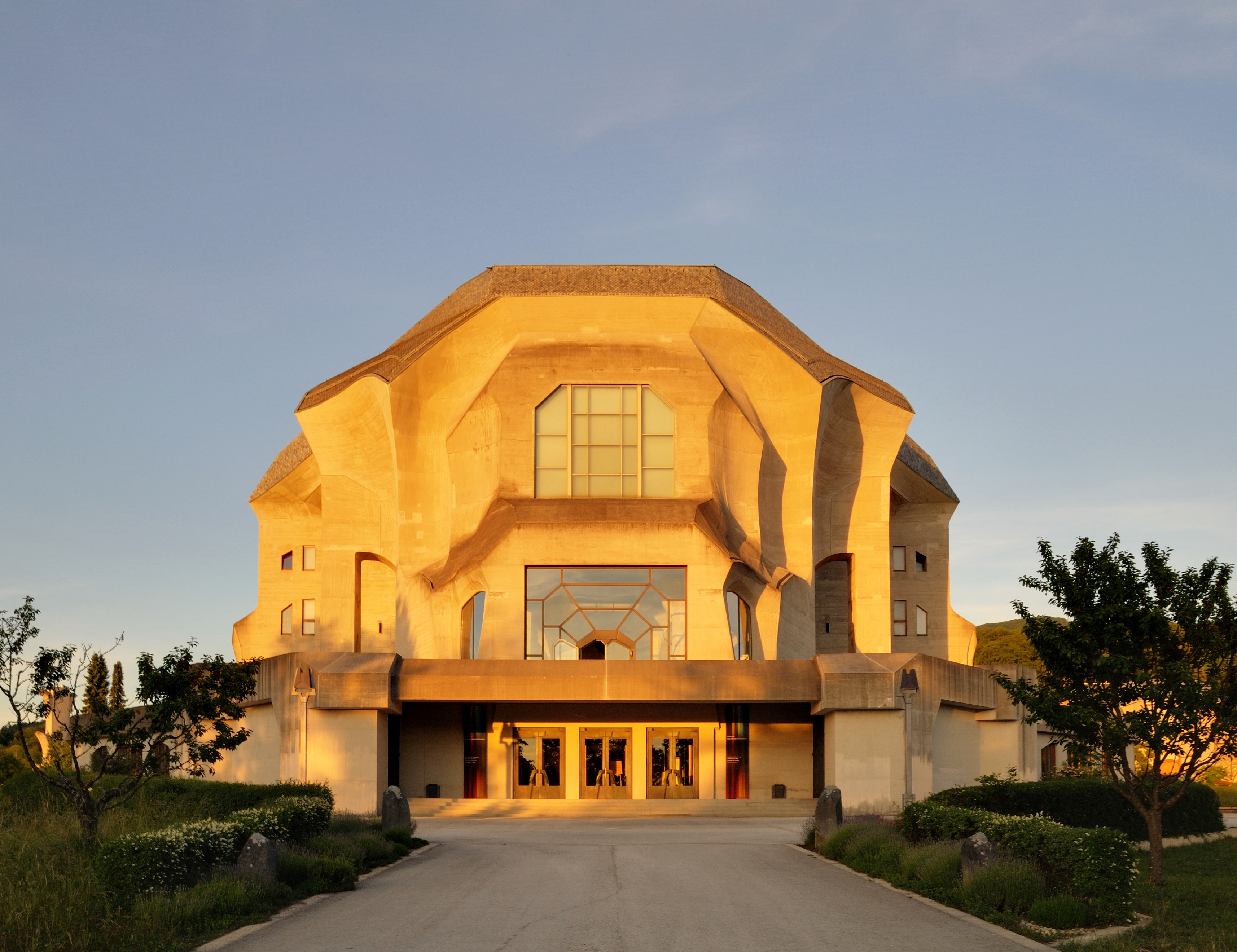
Il Goetheanum ideato da Steiner a Dornach, esempio di architettura organica vivente.

L'architettura organica è una branca dell'architettura moderna che promuove un'armonia tra l'uomo e la natura, la creazione di un nuovo sistema in equilibrio tra ambiente costruito e ambiente naturale attraverso l'integrazione dei vari elementi artificiali propri dell'uomo (costruzioni, arredi, ecc.), e naturali dell'intorno ambientale del sito. Tutti divengono parte di un unico interconnesso organismo, spazio architettonico.
Architettura organica corrisponde molto da vicino a società organica. Così si può sintetizzare ciò che affermava il maestro fondatore e il principale esponente di questa nuova maniera di concepire l'atto architettonico: Frank Lloyd Wright.
Un'architettura che ha questa idea trainante, rifiuta la mera ricerca estetica o il semplice gusto superficiale, così come una società organica dovrebbe essere indipendente da ogni imposizione esterna contrastante con la natura dell'uomo. Indipendenza quindi da ogni classicismo, ma libertà interpretativa di affrontare qualsiasi tema, armonizzandolo con il tutto e cercandone soluzioni che in Wright sono formalmente perfette.
Alcuni studiosi hanno contrapposto l'architettura organica a quella razionale, ritenendola discordante dal Movimento moderno o International Style, ma entrambe non vanno considerate necessariamente in antitesi, essendosi reciprocamente influenzate e sollecitate, tenendo anche conto che l'organicità contempla per sua natura un tipo di razionalità più complesso.
Il pensiero organico può inoltre talvolta sfociare nel concetto di organwerk.
«Risultato dell’arte del costruire dovrebbe essere una poetica serenità anziché una “efficienza” mortale.» F. L. Wright

## Progetto architettonico

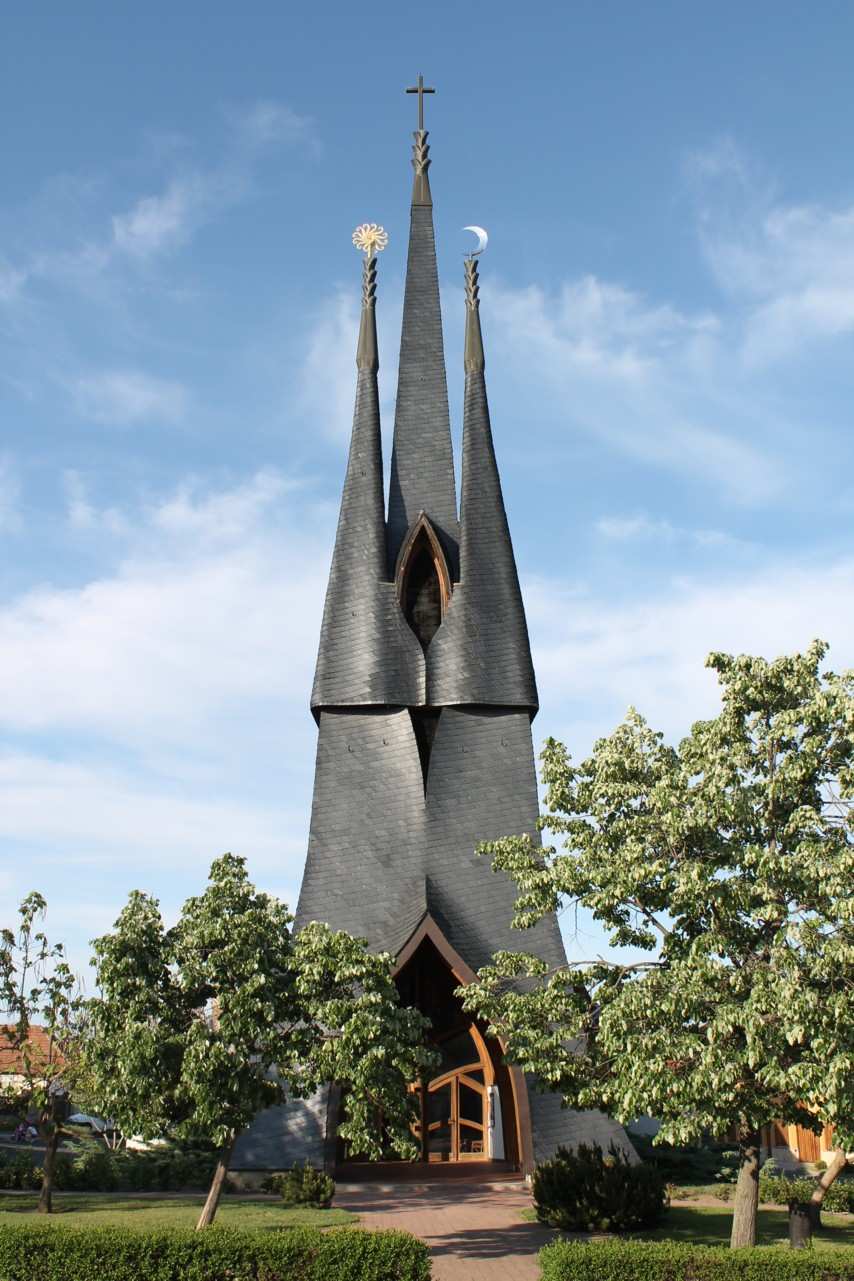
Imre Makovecz, chiesa cattolica a Paks (Ungheria)

L'architettura organica può riconoscersi nel programma di Wright per le prairie houses, che sembra plasmare la struttura della costruzione armonizzandola con l'uomo e l'intorno ambientale; è la realizzazione di quel nuovo sistema in equilibrio tra ambiente costruito e ambiente naturale che è il fine essenziale di questa architettura e che raggiunge nelle opere di questo maestro il suo livello più alto. Ecco i punti più importanti di questo progetto organico:
- ridurre al minimo le partizioni, l'aria e la luce devono permeare l'insieme realizzando un'unità architettonica;
- creare un'armonia dell'edificio con l'ambiente esterno accentuando l'aggetto delle superfici orizzontali della casa;
- rendere l'abitazione più libera, umana ed abitabile eliminando la concezione delle stanze come luogo chiuso;
- dare proporzioni logiche ed umane alle aperture interne ed esterne rendendole naturalmente ricorrenti in tutta la struttura dell'edificio;
- evitare le combinazioni di diversi materiali, usando per quanto possibile un unico materiale la cui natura deve legarsi all'edificio divenendo espressione della sua funzione;
- incorporare organicamente gli impianti come elementi interreagenti nella struttura dell'edificio;
- far divenire l'arredamento parte integrante dell'edificio come architettura organica col tutto.

In tempi più recenti nuovi settori dell'architettura rispettosi della natura come l'architettura bioclimatica, l'architettura sostenibile, l'arcologia, l'architettura alternativa, l'architettura ecologica (o bioarchitettura) hanno portato nuovi apporti specialistici. Queste nuove tendenze “naturalistiche” ricercano un nuovo rapporto con la tecnologia "appropriato" all'insieme di riferimento, ad esempio nelle fasi di progettazione, realizzazione e gestione di un green building. Da ciò è derivato il termine di tecnologia appropriata. Questa ricerca però è da sempre ossatura portante dell'Architettura organica, che può essere definita come "madre" di tutte le architetture che tendono all'armonia tra uomo, tecnologia e natura.

## Stile e maestri
Accanto a Frank Lloyd Wright (1867-1959), che è comunque la personalità più significativa di questo movimento architettonico, dovremo ricordare il suo quasi successore, l'altro architetto americano Bruce Goff (1904-1982) e il finlandese Alvar Aalto (1898-1976). Questi architetti sono quelli che hanno posto i canoni del progetto organico: una architettura creativa e interpretativa dei bisogni più significativi dell'uomo, nello spazio e nel tempo ed in contatto e simbiosi con la natura.
L'italiano Paolo Soleri (1919-2013) ha evoluto le posizioni dei primi maestri fondando negli Stati Uniti l'Arcologia, fusione non solo sintattica delle due parole architettura ed ecologia: un'architettura attenta alle relazioni ambientali tanto da divenire organicamente ecosistemica. Anche Richard Neutra (1892-1970) ha giocato un ruolo nello sviluppo dell'architettura organica; architetto in contatto con l'International Style, ma costernato dalle categorie del medesimo, libero nello spazio delle sue strutture ed aperto all'ambiente esterno.
In Italia l'architettura organica è stata annunciata nel dopoguerra da Bruno Zevi (1918-2000), teorico dell'architettura, che ha fondato nel 1945 a Roma assieme a Luigi Piccinato, Mario Ridolfi, Pier Luigi Nervi ed altri, l'Associazione per l'Architettura Organica, mentre era in uscita il suo saggio "Verso un'Architettura Organica". All'Associazione  promossa da Zevi aderirono anche Michele Valori  e Leonardo Benevolo di cui si legge in un famoso scritto di Benevolo "Ricordo di Michele Valori" pubblicato su "Città e Società" (ottobre - novembre 1980):  "Eravamo naturalmente collegati agli architetti moderni un po’ più anziani di noi, e ci siamo scritti all’Associazione per l’Architettura Organica promossa da Bruno Zevi, ma non ci sentivamo del tutto a nostro agio, percependo nel dibattito delle tendenze (architettura nazionalista e architettura organica) un persistente spirito eclettico. Gli aggettivi, e la disinvoltura dei critici nell’applicarli, ci davano fastidio: per parte nostra ci attenevamo allo studio filologico dei maestri ( Le Corbusier, Mies van der Rohe, e soprattutto l’amatissimo Gropius, nel cui tono ragionevole e comprensivo trovavamo la vera innovazione culturale; quando uno di noi faceva una cosa ben riuscita, l’esclamazione d’uso era: “Gropius!”), dell’architettura degli ultimi anni trenta -  interpretata da molti in termini di cambiamento di tendenza – il quadro giusto ci sembrava quello del libro di Roth, La nouvelle architecture: continuità metodologica e ampliamento della rosa di esperienze. Del Roth ammiravamo anche il rigore della presentazione grafica, e di là capivamo le tecniche per fare i nostri disegni."

Giulio De Luca, Albergo di Punta Molino, Ischia, 1963. Planimetria tipologica dei corpi di fabbrica secondo l'approccio organico -informale

Tra gli altri architetti italiani vale la pena ricordare Giovanni Michelucci (1891-1990), il creatore della chiesa sull'autostrada del Sole, e Aldo Loris Rossi (1933-2018), già allievo di Giulio De Luca presso la Facoltà di Napoli che lo introdusse alla lezione organica di matrice zeviana. L'architettura di Rossi è uno sviluppo deflagrante di elementi. Non v'è stato però, un vero e proprio sviluppo di questo tipo d'architettura. Si ritrovano più che altro elementi o singole opere di vari autori, ad essa collegati, che sono andati ad aggiungersi al variegato mondo del Razionalismo italiano.
Dal punto di vista teorico, una notevole influenza sui lavori degli architetti organici è stata apportata dal filosofo Rudolf Steiner. Mateo Kries, direttore del Vitra Design Museum di Weil am Rhein, in occasione della mostra da lui curata Rudolf Steiner. L'alchimia del quotidiano (15 ottobre 2011 - 1º maggio 2012), ha dichiarato: «L'estetica e la pratica architettonica di Steiner hanno segnato il lavoro di molti progettisti. Tra gli estimatori di Steiner si possono identificare due gruppi: il primo è composto da chi, seppure influenzato dalle sue teorie, ha sviluppato una ricerca autonoma: per esempio Herzog & de Meuron, che nel 2002 scrissero una monografia intitolata Natural History in cui dichiararono i propri riferimenti al testo Kunstformen der Natur del fisico e biologo tedesco Ernst Haeckel e alla materialità delle formazioni geologiche (tratto tipico delle strutture steineriane); gli stessi riferimenti che si possono ritrovare nell'edificio Schaulager a Basilea, a pochi chilometri dal Goetheanum. Il secondo gruppo è formato da chi continua ad applicare dogmaticamente gli insegnamenti di Steiner, come gli olandesi Ton Alberts & Max van Huut